# Слабое измерение
Слабые измерения являются типом квантовомеханического измерения, где измеряемая система слабо связана с измерительным прибором. После слабого измерения указатель измерительного прибора оказывается смещённым на так называемую «слабую величину». В результате слабого измерения система оказывается не сильно измененной.
Идея слабых измерений и слабых величин была предложена Якиром Аароновым, Давидом Альбертом и Львом Вайдманом в 1988 году. Она особенно полезна для получения информации о до- и послеизбранных системах, описываемых двухуровневым векторным формализмом. Это послужило основной причиной изобретения слабых измерений Аароновым и соавторами. Сильное измерение приводит к сильному возмущению системы, изменяет её настоящее и последующие состояния. Слабое, невозмущающее измерение может быть использовано для изучения эволюции подобных систем. При этом следует отметить, что в квантовой механике принято считать, что любые измерения изменяют состояние наблюдаемого объекта. Слабые измерения способны показывать поведение большого количества частиц в одинаковом состоянии, но не могут предоставлять информацию об отдельных частицах.
Если {\displaystyle |\phi _{1}\rangle } и {\displaystyle |\phi _{2}\rangle } являются до- и послеизбранными квантовомеханическими состояниями, то «слабая величина» наблюдаемой величины Â определяется как:
{\displaystyle A_{w}={\frac {\langle \phi _{1}|{\hat {\mathbf {A} }}|\phi _{2}\rangle }{\langle \phi _{1}|\phi _{2}\rangle }}.}
Слабая величина наблюдаемой величины становится бесконечно большой, когда послеизбранное состояние, {\displaystyle |\phi _{2}\rangle }, становится ортогональным доизбранному состоянию, {\displaystyle |\phi _{1}\rangle }. Подобрав таким образом до- и послеизбранные состояния, можно получить произвольно большую слабую величину, и таким образом усилить обычно малые эффекты.